# Cantonul Saint-Nazaire-Centre
Cantonul Saint-Nazaire-Centre este un canton din arondismentul Saint-Nazaire, departamentul Loire-Atlantique, regiunea Pays de la Loire, Franța.